# روضةالفرس
روضه الفرس یک منطقهٔ مسکونی در قطر است که در شهرداری الخور واقع شده‌است. روضه الفرس ۸٫۲ کیلومتر مربع مساحت دارد.